# 透明磨塘鱧
透明磨塘鱧（学名：Trimma anaima）为辐鳍鱼纲鰕虎魚目鰕虎魚科磨塘鱧屬下的一个种，該物種於2000年由Richard Winterbottom描述，分佈於印度洋-西太平洋海域，棲息深度為3米至35米。